# Earl Slick
Earl Slick, nascido Frank Madeloni (Staten Island, 1 de outubro de 1952) é um guitarrista conhecido por seu trabalho como músico de sessão de artistas como David Bowie, Jim Diamond, Robert Smith, John Waite e John Lennon e Yoko Ono (em Double Fantasy e Milk and Honey), além de ter lançado gravações solo. Em 2011, juntou-se aos New York Dolls para a turnê deles no Reino Unido.

## Discografia solo
- The Earl Slick Band (1976)
- Razor Sharp (1976)
- Silver Condor (1981)
- In Your Face (1991)
- Lost and Found  (2000)
- Live 1976 (2001)
- Slick Trax (2002)
- Zig Zag (2003)